# Var (IGP)
Pour le département, voir Var (département).
Le var, appelé vin de pays du Var jusqu'en 2009, est un vin français d'indication géographique protégée (le nouveau nom des vins de pays) départementale qui a vocation à labelliser, après dégustation, les vins ne pouvant postuler une appellation d'origine.

## Histoire

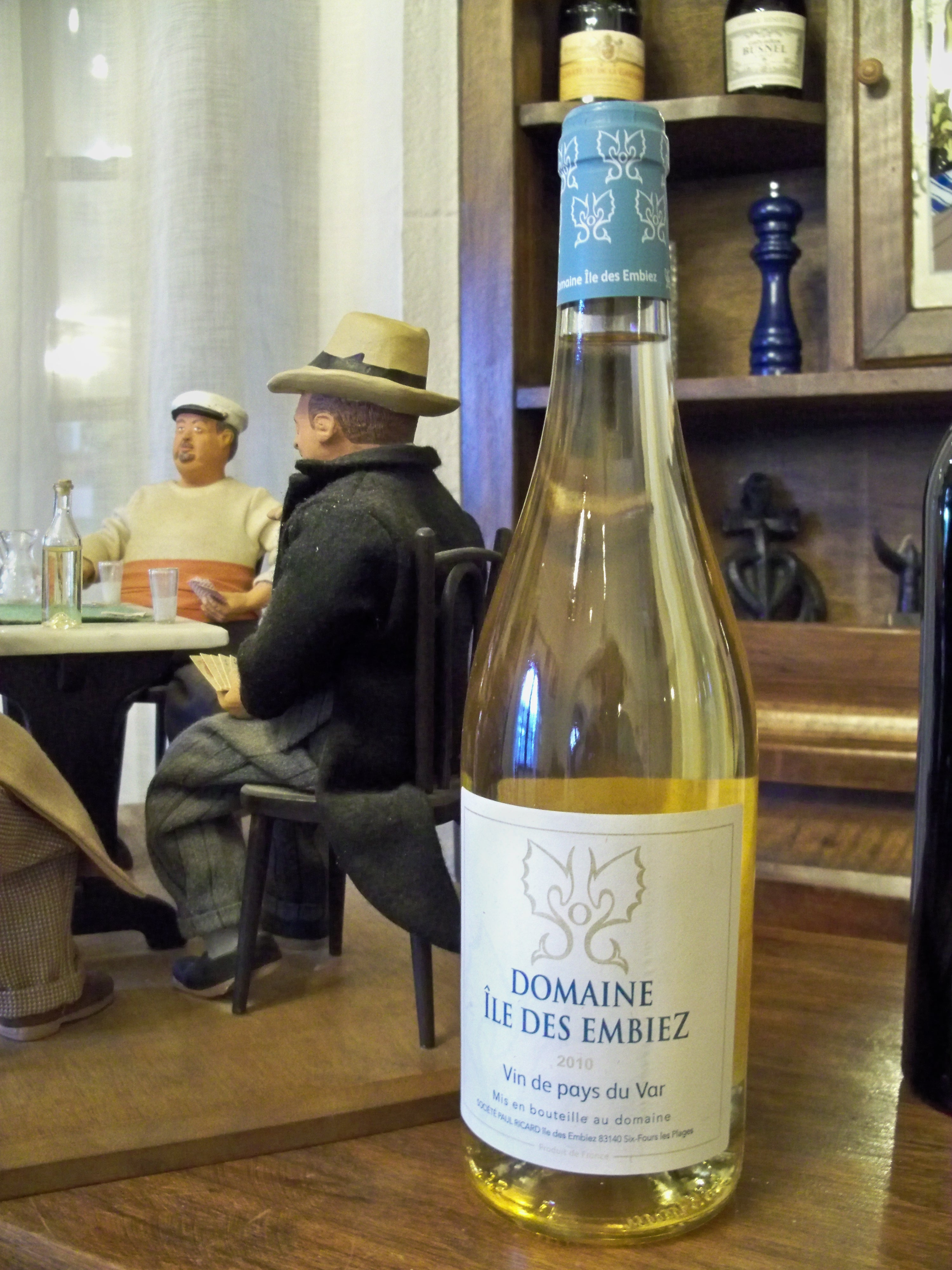
Domaine des Embiez Var IGP

Justin, dans son Abrégé des histoires philippiques (Historiarum Philippicarum, Livre XLIII, chap. IV, 1-2), un ouvrage qu'il présente dans sa préface comme un florilège des passages les plus importants et les plus intéressants du volumineux Historiæ phillippicæ et totius mundi origines et terræ situs rédigé par Trogue Pompée à l’époque d’Auguste, explique : « Sous l'influence des Phocéens, les Gaulois adoucirent et quittèrent leur barbarie et apprirent à mener une vie plus douce, à cultiver la terre et à entourer les villes de remparts. Ils s'habituèrent à vivre sous l'empire des lois plutôt que sous celui des armes, à tailler la vigne et à planter l'olivier, et le progrès des hommes et des choses fut si brillant qu'il semblait, non pas que la Grèce eût émigré en Gaule, mais que la Gaule eût passé dans la Grèce ».
Vin de pays depuis le 5 mars 1981.

## Géographie
{...}

## Vignoble

### Présentation
Toutes les communes du Var peuvent revendiquer la labellisation IGP Var. 
Si celle-ci est complétée par la mention « Coteaux du Verdon », le vin doit être issu des vignobles des communes suivantes :

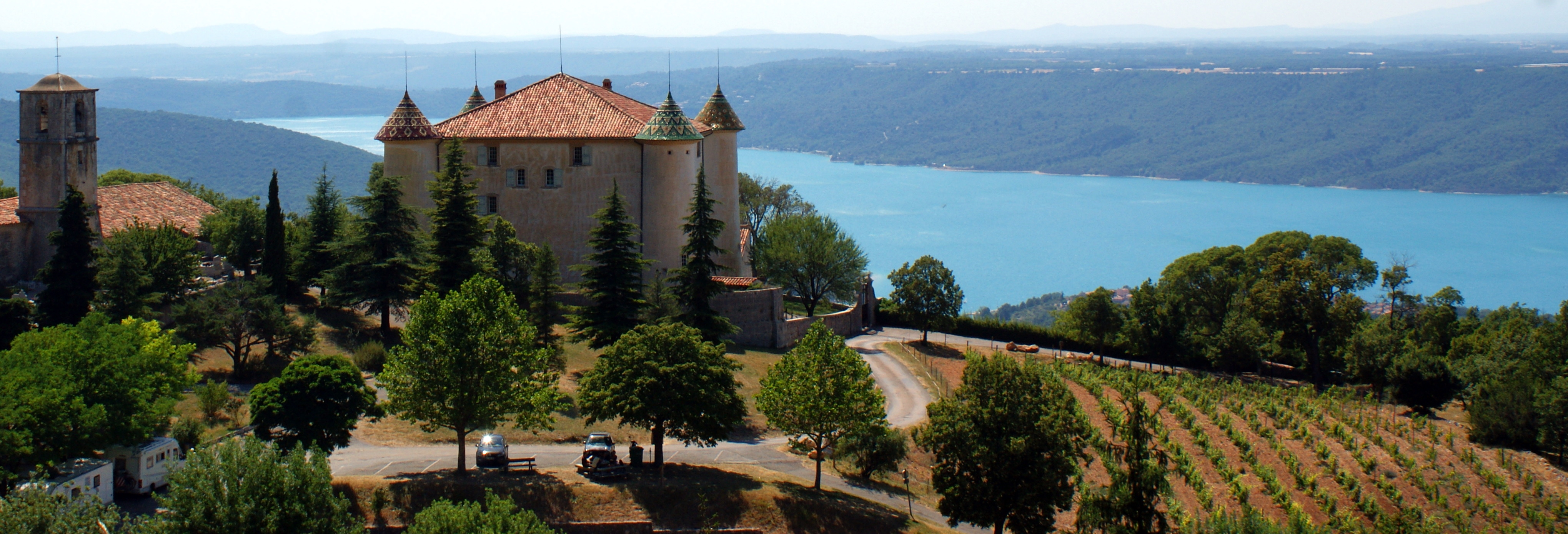
Aiguines, vignes de l'IGP coteaux-du-verdon

Aiguines, Artignosc, Artigues, Aups, Barjols, Baudinard-sur-Verdon, Bauduen, Esparron, Fox-Amphoux, Ginasservis, La Verdière, Les Salles-sur-Verdon, Moissac-Bellevue, Montmeyan, Pontevès, Régusse, Rians, Saint-Julien, Saint-Martin, Salernes, Tavernes, Tourtour, Varages, Vérignon, Villecroze, Vinon-sur-Verdon.
Les vins de l'IGP Var avec mention « Sainte Baume » proviennent uniquement des communes :

Bras, Brignoles, La Celle, Mazaugues, Méounes-lès-Montrieux, Nans-les-Pins, Néoules, Ollières, Plan-d'Aups-Sainte-Baume, Riboux, La Roquebrussanne, Rougiers, Saint-Maximin-la-Sainte-Baume, Saint-Zacharie, Signes, Tourves.  

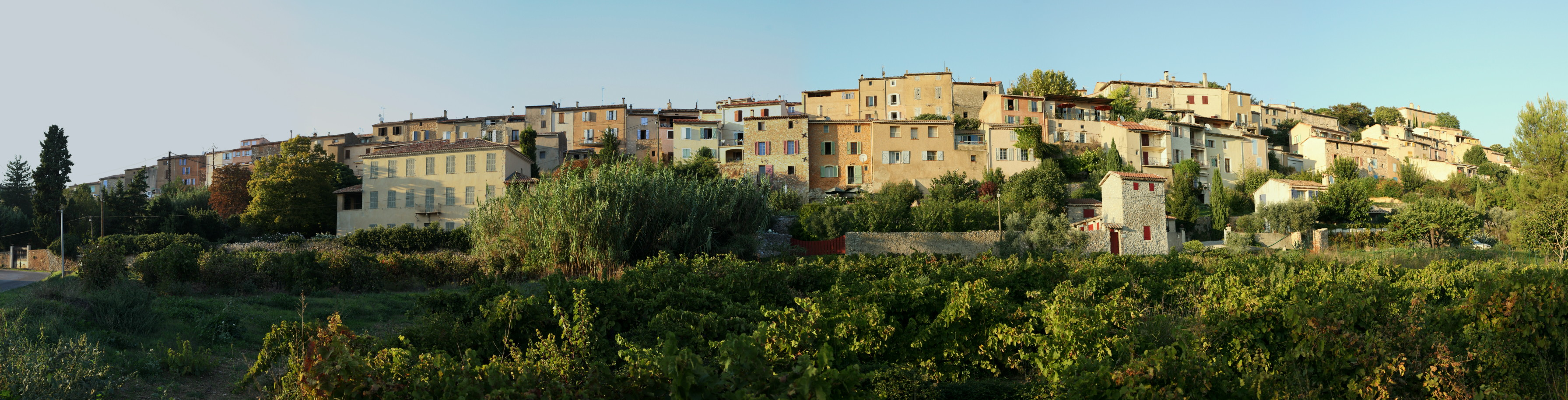
Seillons, vignes de l'IGP argens

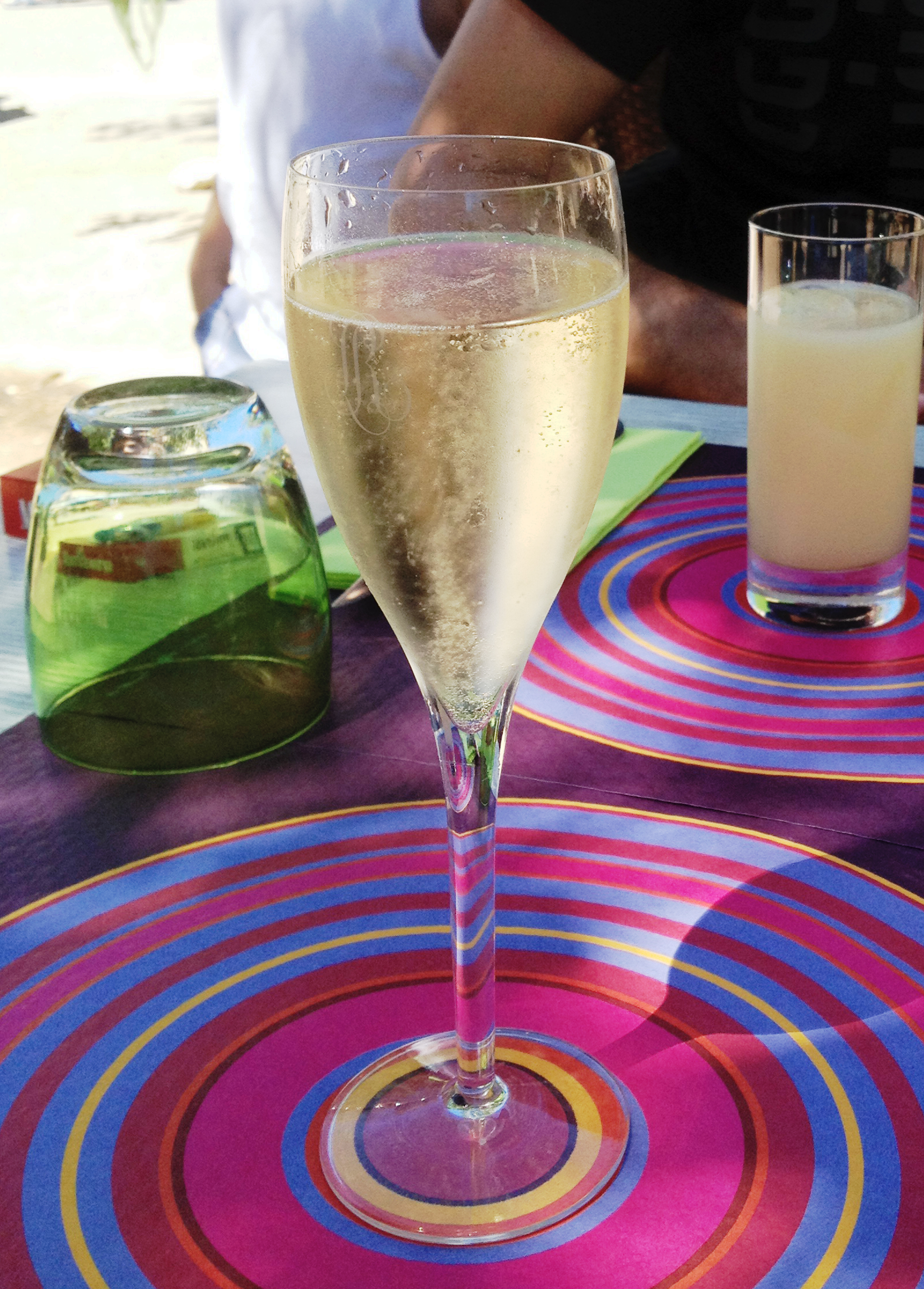
IGP Var blanc mousseux

La mention « Argens » sur les vins labellisés IGP Var n'est apposée que sur les vins issus des vignobles des communes :

Besse-sur-Issole, Brue-Auriac, Cabasse, Carcès, Châteauvert, Correns, Cotignac, Draguignan, Entrecasteaux, Figanières, Flayosc, Lorgues, La Motte, Montfort-sur-Argens, Saint-Antonin-du-Var, Sainte-Anastasie-sur-Issole, Seillons-Source-d’Argens, Sillans-la-Cascade, Taradeau, Le Thoronet, Trans-en-Provence, Le Val.

### Production
Le vin de pays du Var labellise environ 250 000 hectolitres par an. 

### Types de vin
Les vins rouges représentent 50 % de la production, les rosés 45 % et les blancs 5 %. La demande sur les rosés restent soutenue et ils sont passés en 5 ans de 55 000 hectolitres à 165 000 hectolitres. 

### Encépagement

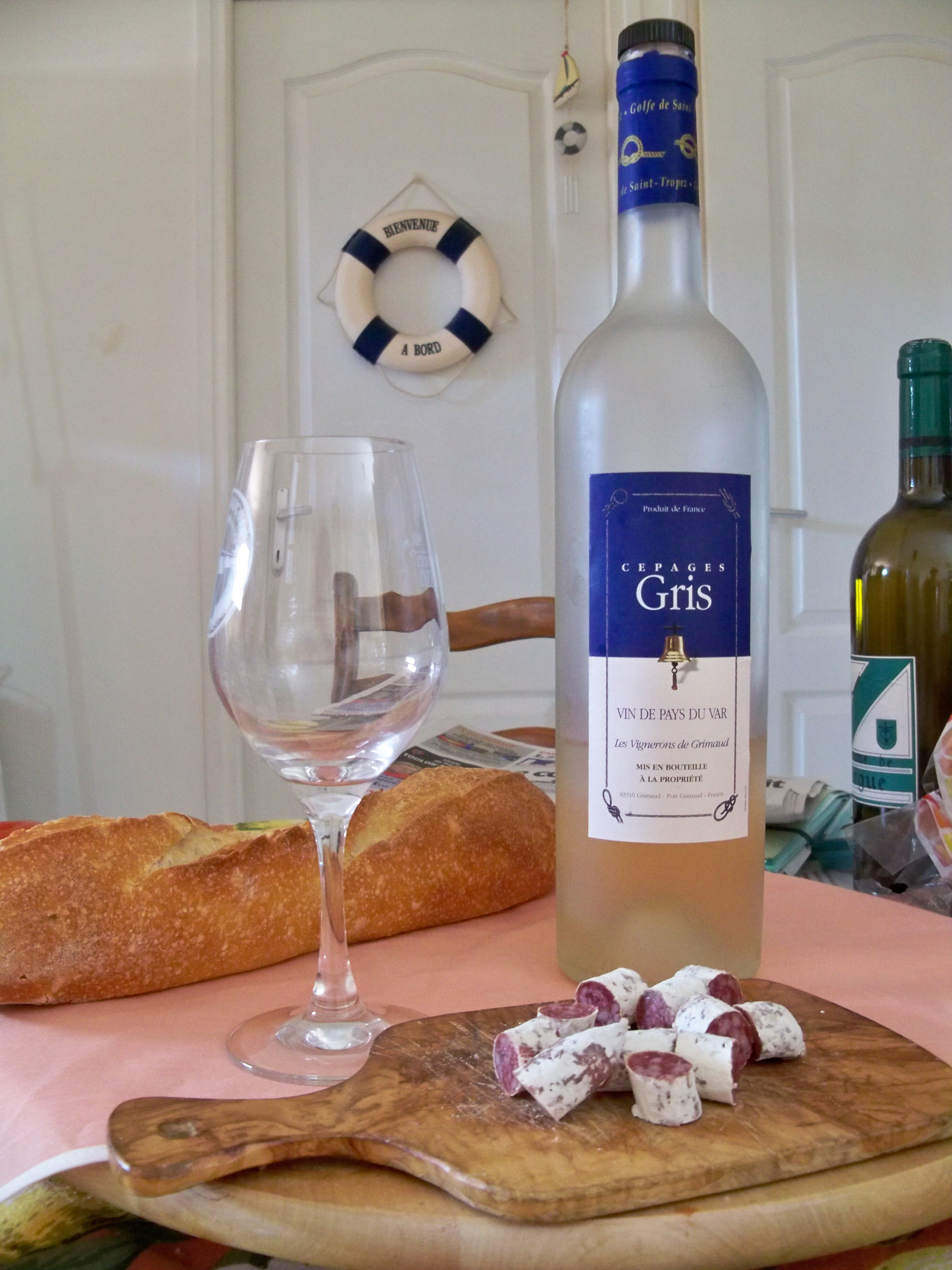
Var (IGP) cépages gris

On utilise traditionnellement pour les cépages rouges : grenache, cinsault, téoulier, mourvèdre et syrah, seul s'y ajoute un cépage étranger à la région, le cabernet sauvignon. Le carignan, cépage régional, mais exclu des AOC comme trop productif, complète cette gamme. Les cépages blancs sont aussi essentiellement régionaux : grenache blanc, roussane, bourboulenc et rolle (ou vermentino). L'ugni blanc qui participe de moins en moins aux assemblages des vins d'appellation complète la gamme avec le chardonnay, très souvent vinifié à part.

### Commercialisation
Ce vin est essentiellement commercialisé sur le lieu de production (domaines, caves et caveaux) et dans le secteur GMS (grandes et moyennes surfaces). Il en est exporté 10 %. Les producteurs se sont regroupés au sein d'une Association Interprofessionnele des Vins de Pays afin de garantir une amélioration constante de leurs vins.